# The Hok
The Hok is een bestuurslaag in het regentschap Jambi van de provincie Jambi, Indonesië. The Hok telt 17.918 inwoners (volkstelling 2010).